# ماسارو کیتائو
ماسارو کیتائو (انگلیسی: Masaru Kitao؛ زادهٔ ۱۵ ژوئیهٔ ۱۹۶۱) پویانما اهل ژاپن است.